# 제48회 일본 중의원 의원 총선거

선거 이후 중의원 의석

제48회 일본 중의원의원 총선거(일본어: 第48回衆議院議員総選挙)는 2017년(헤이세이 29년) 10월 10일에 공시하고, 10월 22일에 시행이 된 총선거이다.
이번 선거는 2015년 6월 17일 18세 이상으로 선거권을 확대한 상태에서 치러지는 첫 선거이면서, 2017년 7월 16일 공직선거법의 개정으로 선거구가 295개에서 289개로, 비례대표구가 180개에서 176개로 감소한 상태에서 치러지는 첫 선거이다. 해산명은 ‘국난돌파 해산’(国難突破解散)이다.
처음으로 투표권을 행사하는 유권자를 위해 배우 카와에이 리나(川栄李奈)를 선거홍보대사로 채용하는 한편, 캐치프레이즈는 「일본의 내일을, 우리들이 결정하자.」(日本の明日を、私たちで決めよう。)로 정하였다.

## 개요
아베 신조 내각총리대신은 소비세율 재인상을 2017년 4월로 연기할 것을 결정하고 동시에 이 판단을 국민에게 묻기로 하여 제47회 일본 중의원의원 총선거가 진행되었다. 이 선거에서 자유민주당이 단독 과반수(291석)를 차지하고 공동여당인 공명당도 출마한 후보 전원이 당선되어 정원의 2/3를 획득하였다.
이후 2017년 9월 25일 아베 총리가 기자회견에서 중의원을 해산할 용의가 있음을 표명하고 28일 각의에서 이를 결정한 뒤 같은 날 소집된 194회 임시국회 모두에서 오시마 다다모리 중의원 의장이 조서를 낭독하여 정식으로 해산되었다.
한편, 아이치현 제3선거구, 아오모리현 제4선거구, 니가타현 제5선거구는 당시 의원이 공석이었기에 보궐선거가 예정되어 있었지만 총선거가 앞당겨지면서 흡수되어 취소되었다. 이중 아오모리현 제4선거구는 선거구 개편으로 선거구 자체가 폐지되었으나 보궐선거까지는 유지되었는데 총선거를 치르게 되면서 결국 무산되었다.

## 쟁점 사항
- 아베 내각의 지속 여부[10]
- 헌법 개정[11]
- 소비세 증세와 사용처[12]
- '원전 제로'를 비롯한 에너지 정책[13]
- 조선민주주의인민공화국에 대한 대응[14][15]

## 각 정당의 움직임

### 여당
- 연립 여당인 자유민주당과 공명당은 이번 선거에서도 협력을 이어가기로 했으며, 총의석의 과반수인 233석을 목표로 결정했다.[16]
- 2017년 1월 옵저버 협력 관계를 선언한 일본의 마음은 나카야마 교코(中山恭子) 대표가 희망의 당에 참가하고자 탈당하여 나카노 마사시(中野正志)가 대표대행을 맡게 되었다. 9월 30일에는 중점 정책을 발표하여 자주헌법의 제정과 방위력의 강화 등을 주장하였고,[17] 나카노는 정식 대표로 취임하였다.

### 야당
- 2017년 9월 25일, 고이케 유리코(小池百合子) 도쿄도지사가 스스로 대표로 취임하여 신당인 희망의 당을 창당했다.[18] 이후 제1야당이었던 민진당은 소속 의원들의 이탈이 이어지자 9월 28일 중의원 해산 직후 비례대표를 포함해 후보를 공천하지 않겠다고 하여 희망의 당으로의 합류를 결정했다.[19][20]
- 고이케 대표는 민진당 전체의 합류는 부정하였다. 이는 정치적 스펙트럼이 다양한 민진당 의원 중 진보세력은 받아들이지 않겠다는 의미로, 이에 반발한 리버럴 계열의 의원들이 10월 2일 입헌민주당을 결성하였다.[21][22]
- 한편, 오자와 이치로(小沢一郎)가 이끄는 자유당도 희망의 당에의 합류를 검토하고 있다. 자유당의 공천을 받을 예정이었던 세 명의 의원이 희망의 당으로 옮긴 것을 계기로 자유당도 민진당처럼 후보를 공천하지 않기로 결정했다. 이후 오자와 대표는 다마키 데니(玉城デニー) 간사장과 함께 무소속으로 출마할 것을 발표했다.[23]
- 마쓰이 이치로(松井一郎) 오사카부지사가 이끄는 일본유신회는 희망의 당에 합류는 거부하되, 각자의 본거지인 오사카와 도쿄에서 서로 후보자를 내지 않기로 합의하였다.[24]
- 시이 가즈오(志位和夫) 일본공산당 위원장은 희망의 당에 대해 '자민당의 보완 세력'이라고 비난하는 등 날을 세웠다.[25] 한편, 2016년 7월의 제24회 일본 참의원의원 통상선거에서 민진당이 공산당과 1인 선거구에서 후보 단일화를 합의하여 좋은 성적을 올렸는데, 이 경험을 살려 공산당, 사회민주당, 입헌민주당이 249개 선거구에서 후보 단일화에 합의하는 등 공동투쟁에 나서기로 하였다.[26][27][28]

### 기타
- 홋카이도를 본거지로 하는 지역 정당인 신당대지는 스즈키 무네오(鈴木宗男) 대표가 8년 만에 비례대표 홋카이도 블럭에서 출마하기로 했다.[29]
- 신사회당은 기쿠치 노리유키(菊地憲之) 본부서기장이 효고현 제9선거구에 출마하기로 했다. 다만, 당적은 무소속으로 출마하기로 했다.[30]
- 행복실현당은 비례대표 41명, 소선거구 33명 등 총 74명의 후보를 공천하였다.[31]

## 주요 공약과 PR

### 각 정당의 캐치프레이즈
| 정당명      | 캐치프레이즈                              |
| ----------- | ----------------------------------------- |
| 자유민주당  | 이 나라를, 끝까지 지키자.                 |
| 희망의 당   | 일본에 희망을. 일본을 리셋                |
| 공명당      | 교육부담의 경감을.                        |
| 일본공산당  | 힘을 모아, 미래를 열자                    |
| 일본유신회  | 낡은 정치를 부수자. 새로운 정치를 만들자. |
| 입헌민주당  | 정직한 정치                               |
| 사회민주당  | 헌법을 살리는 정치                        |
| 일본의 마음 | 다음 세대로의 메시지                      |
| 행복실현당  | 청결로, 용단 가능한 정치를.               |

### 각 정당의 공약
| 정당명      | 공약                                                   |
| ----------- | ------------------------------------------------------ |
| 자유민주당  | 정책 팜플렛 2017 정책BANK2017                          |
| 희망의 당   | 정책 팜플렛                                            |
| 공명당      | 2017 중의원 총선거 매니페스토 공명당 어린이 매니페스토 |
| 일본공산당  | 2017 총선거 정책                                       |
| 일본유신회  | 2017 유신팔책                                          |
| 입헌민주당  | 정책 팜플렛                                            |
| 사회민주당  | 중의원 선거 2017 보관됨 2017-10-07 - 웨이백 머신       |
| 일본의 마음 | 일본의 마음 중점정책 ~ 다음 세대로의 메시지 ~          |
| 행복실현당  | 2017 10월 주요정책                                     |

## 여론조사

### 출구조사
| 방송사    | 자민          | 입민       | 희망       | 공명       | 공산       | 유신       | 사민    | 마음    | 대지       | 무소속     |         | 여당 (자민+공명) | 개헌세력 (자민+희망+공명+유신) |
| --------- | ------------- | ---------- | ---------- | ---------- | ---------- | ---------- | ------- | ------- | ---------- | ---------- | ------- | ---------------- | ------------------------------ |
| NHK       | 253~300       | 44~67      | 38~59      | 27~36      | 8~14       | 7~18       | 1~2     | 0~0     | 0~1        | 20~29      | 281~336 | 326~392          |                                |
| NNN       | 266 (235~295) | 55 (49~61) | 55 (42~72) | 33 (32~34) | 12 (11~12) | 16 (12~20) | 2 (1~2) | 0 (0~0) | 26 (18~31) | 26 (18~31) | 299     | 370              |                                |
| JNN       | 278           | 58         | 50         | 33         | 13         | 10         | 2       | 21      | 21         | 21         | 311     | 371              |                                |
| FNN       | 273           | 59         | 50         | 30         | 13         | 13         | 1       | 26      | 26         | 26         | 303     | 366              |                                |
| ANN       | 269           | 56         | 55         | 33         | 13         | 12         | 2       | 0       | 25         | 25         | 302     | 369              |                                |
| TXN       | 280           | 56         | 51         | 31         | 12         | 9          | 2       | 0       | 0          | 24         | 311     | 371              |                                |
| 실제 결과 | 281           | 54         | 50         | 29         | 12         | 11         | 2       | 0       | 0          | 26         | 310     | 371              |                                |

## 선거 결과
|      |             |            |          |          |          |          |            |          |          |          |          |      |      |
| 정당 | 정당        | 소선거구   | 소선거구 | 소선거구 | 소선거구 | 소선거구 | 비례대표   | 비례대표 | 비례대표 | 비례대표 | 비례대표 | 합계 | 합계 |
| 정당 | 정당        | 득표수     | %        | ±        | 의석     | ±        | 득표수     | %        | ±        | 의석     | ±        | 의석 | ±    |
|      | 자유민주당  | 26,719,032 | 48.21    | +0.11    | 218      | –5       | 18,555,717 | 33.28    | +0.17    | 66       | –2       | 284  | –7   |
|      | 공명당      | 832,453    | 1.50     | +0.05    | 8        | –1       | 6,977,712  | 12.51    | –1.20    | 21       | –5       | 29   | –6   |
| 여당 | 여당        | 27,551,485 | 49.71    | +0.16    | 226      | –6       | 25,533,429 | 45.79    | –1.03    | 87       | –7       | 313  | –13  |
|      | 입헌민주당  | 4,852,097  | 8.78     | New      | 18       | New      | 11,084,890 | 19.88    | New      | 37       | New      | 55   | New  |
|      | 희망의당    | 11,437,601 | 20.64    | New      | 18       | New      | 9,677,524  | 17.36    | New      | 32       | New      | 50   | New  |
|      | 일본 공산당 | 4,998,932  | 9.02     | –4.28    | 1        | ±0       | 4,404,081  | 7.90     | –3.47    | 11       | –9       | 12   | –9   |
|      | 일본유신회  | 1,765,053  | 3.18     | New      | 3        | New      | 3,387,097  | 6.07     | New      | 8        | New      | 11   | New  |
|      | 사회민주당  | 634,719    | 1.15     | +0.36    | 1        | ±0       | 941,324    | 1.69     | –0.77    | 1        | ±0       | 2    | ±0   |
|      | 기타        | 211,251    | 0.32     | –1.55    | 0        | –2       | 729,207    | 1.30     | –2.07    | 0        | ±0       | 0    | –2   |
|      | 무소속      | 3,970,946  | 7.16     | +4.31    | 22       | +14      |            |          |          |          |          | 22   | +14  |
| 합계 | 합계        | 55,422,087 | 100.00   | 0        | 289      | –6       | 55,757,552 | 100.00   | 0        | 176      | –4       | 465  | –10  |

| \| 의석수 \| 의석수 \| 의석수 \| 의석수 \| 의석수 \| \| ---------- \| ---------- \| ------ \| ------ \| ------ \| \| \| \| \| \| \| \| 자유민주당 \| 자유민주당 \| \| 61.08% \| 61.08% \| \| 입헌민주당 \| 입헌민주당 \| \| 11.83% \| 11.83% \| \| 희망의당 \| 희망의당 \| \| 10.75% \| 10.75% \| \| 공명당 \| 공명당 \| \| 6.24% \| 6.24% \| \| 무소속 \| 무소속 \| \| 4.73% \| 4.73% \| \| 공산당 \| 공산당 \| \| 2.58% \| 2.58% \| \| 유신회 \| 유신회 \| \| 2.37% \| 2.37% \| \| 사회민주당 \| 사회민주당 \| \| 0.43% \| 0.43% \| |            |  |        |        |
| 의석수 |            |  |        |        |
| |            |  |        |        |
| 자유민주당 | 자유민주당 |  | 61.08% | 61.08% |
| 입헌민주당 | 입헌민주당 |  | 11.83% | 11.83% |
| 희망의당 | 희망의당   |  | 10.75% | 10.75% |
| 공명당 | 공명당     |  | 6.24%  | 6.24%  |
| 무소속 | 무소속     |  | 4.73%  | 4.73%  |
| 공산당 | 공산당     |  | 2.58%  | 2.58%  |
| 유신회 | 유신회     |  | 2.37%  | 2.37%  |
| 사회민주당 | 사회민주당 |  | 0.43%  | 0.43%  |

| \| 득표율(지역구) \| 득표율(지역구) \| 득표율(지역구) \| 득표율(지역구) \| 득표율(지역구) \| \| --------------- \| --------------- \| -------------- \| -------------- \| -------------- \| \| \| \| \| \| \| \| 자유민주당(277) \| 자유민주당(277) \| \| 48.21% \| 48.21% \| \| 희망의당(198) \| 희망의당(198) \| \| 20.64% \| 20.64% \| \| 공산당(206) \| 공산당(206) \| \| 9.02% \| 9.02% \| \| 입헌민주당(63) \| 입헌민주당(63) \| \| 8.75% \| 8.75% \| \| 무소속(73) \| 무소속(73) \| \| 7.16% \| 7.16% \| \| 유신회(47) \| 유신회(47) \| \| 3.18% \| 3.18% \| \| 공명당(9) \| 공명당(9) \| \| 1.50% \| 1.50% \| \| 사회민주당(19) \| 사회민주당(19) \| \| 1.15% \| 1.15% \| |                 |  |        |        |
| 득표율(지역구) |                 |  |        |        |
| |                 |  |        |        |
| 자유민주당(277) | 자유민주당(277) |  | 48.21% | 48.21% |
| 희망의당(198) | 희망의당(198)   |  | 20.64% | 20.64% |
| 공산당(206) | 공산당(206)     |  | 9.02%  | 9.02%  |
| 입헌민주당(63) | 입헌민주당(63)  |  | 8.75%  | 8.75%  |
| 무소속(73) | 무소속(73)      |  | 7.16%  | 7.16%  |
| 유신회(47) | 유신회(47)      |  | 3.18%  | 3.18%  |
| 공명당(9) | 공명당(9)       |  | 1.50%  | 1.50%  |
| 사회민주당(19) | 사회민주당(19)  |  | 1.15%  | 1.15%  |

| \| 득표율(비례) \| 득표율(비례) \| 득표율(비례) \| 득표율(비례) \| 득표율(비례) \| \| -------------- \| -------------- \| ------------ \| ------------ \| ------------ \| \| \| \| \| \| \| \| 자유민주당(11) \| 자유민주당(11) \| \| 33.28% \| 33.28% \| \| 입헌민주당(11) \| 입헌민주당(11) \| \| 19.83% \| 19.83% \| \| 희망의당(11) \| 희망의당(11) \| \| 17.36% \| 17.36% \| \| 공명당(11) \| 공명당(11) \| \| 12.51% \| 12.51% \| \| 공산당(11) \| 공산당(11) \| \| 7.90% \| 7.90% \| \| 유신회(11) \| 유신회(11) \| \| 6.07% \| 6.07% \| \| 사회민주당(11) \| 사회민주당(11) \| \| 1.69% \| 1.69% \| \| 기타 \| 기타 \| \| 1.30% \| 1.30% \| |                |  |        |        |
| 득표율(비례) |                |  |        |        |
| |                |  |        |        |
| 자유민주당(11) | 자유민주당(11) |  | 33.28% | 33.28% |
| 입헌민주당(11) | 입헌민주당(11) |  | 19.83% | 19.83% |
| 희망의당(11) | 희망의당(11)   |  | 17.36% | 17.36% |
| 공명당(11) | 공명당(11)     |  | 12.51% | 12.51% |
| 공산당(11) | 공산당(11)     |  | 7.90%  | 7.90%  |
| 유신회(11) | 유신회(11)     |  | 6.07%  | 6.07%  |
| 사회민주당(11) | 사회민주당(11) |  | 1.69%  | 1.69%  |
| 기타 | 기타           |  | 1.30%  | 1.30%  |

### 소선거구 당선의원
자유민주당   공명당   희망의당   입헌민주당   공산당   유신회   사회민주당   무소속 
| 도도부현   | 구   | 당선자               | 구   | 당선자              | 구   | 당선자              | 구   | 당선자            | 구   | 당선자            | 블록           |
| ---------- | ---- | -------------------- | ---- | ------------------- | ---- | ------------------- | ---- | ----------------- | ---- | ----------------- | -------------- |
| 홋카이도   | 1구  | 미치시타 다이키      | 2구  | 요시카와 다카모리   | 3구  | 아라이 사토시       | 4구  | 나카무라 히로유키 | 5구  | 와다 요시아키     | 홋카이도       |
| 홋카이도   | 6구  | 사사키 다카히로      | 7구  | 이토 요시타카       | 8구  | 오사카 세이지       | 9구  | 호리이 마나부     | 10구 | 이나쓰 히사시     | 홋카이도       |
| 홋카이도   | 11구 | 이시카와 가오리      | 12구 | 다케베 아라타       |      |                     |      |                   |      |                   | 홋카이도       |
| 아오모리현 | 1구  | 츠시마 준            | 2구  | 오시마 다다모리     | 3구  | 기무라 지로         |      |                   |      |                   | 도호쿠         |
| 이와테현   | 1구  | 시나 다케시          | 2구  | 스즈키 슌이치       | 3구  | 오자와 이치로       |      |                   |      |                   | 도호쿠         |
| 미야기현   | 1구  | 도이 토오루          | 2구  | 아키바 겐야         | 3구  | 니시무라 아키히로   | 4구  | 이토 신타로       | 5구  | 아즈미 아쓰시     | 도호쿠         |
| 미야기현   | 6구  | 오노데라 이쓰노리    |      |                     |      |                     |      |                   |      |                   | 도호쿠         |
| 아키타현   | 1구  | 도가시 히로유키      | 2구  | 가네다 가쓰토시     | 3구  | 미노리카와 노부히데 |      |                   |      |                   | 도호쿠         |
| 야마가타현 | 1구  | 엔도 도시아키        | 2구  | 스즈키 노리카즈     | 3구  | 가토 아유코         |      |                   |      |                   | 도호쿠         |
| 후쿠시마현 | 1구  | 가네코 에미          | 2구  | 네모토 다쿠미       | 3구  | 겐바 고이치로       | 4구  | 간 게이치로       | 5구  | 요시노 마사요시   | 도호쿠         |
| 이바라키현 | 1구  | 다도코로 요시노리    | 2구  | 누카가 후쿠시로     | 3구  | 하나시 야스히로     | 4구  | 카지야마 히로시   | 5구  | 이시카와 아키마사 | 기타간토       |
| 이바라키현 | 6구  | 구니미쓰 아야노      | 7구  | 나카무라 기시로     |      |                     |      |                   |      |                   | 기타간토       |
| 도치기현   | 1구  | 후나다 하지메        | 2구  | 후쿠다 아키오       | 3구  | 야나 가즈오         | 4구  | 사토 쓰토무       | 5구  | 모테기 도시미쓰   | 기타간토       |
| 군마현     | 1구  | 오미 아사코          | 2구  | 이노 도시로         | 3구  | 사사카와 히로요시   | 4구  | 후쿠다 다쓰오     | 5구  | 오부치 유코       | 기타간토       |
| 사이타마현 | 1구  | 무라이 히데키        | 2구  | 신도 요시타카       | 3구  | 기카와다 히토시     | 4구  | 호사카 야스시     | 5구  | 에다노 유키오     | 기타간토       |
| 사이타마현 | 6구  | 오오시마 아쓰시      | 7구  | 가미야마 사이치     | 8구  | 시바야마 마사히코   | 9구  | 오오쓰카 다쿠     | 10구 | 야마구치 다이메이 | 기타간토       |
| 사이타마현 | 11구 | 고이즈미 류지        | 12구 | 노나카 아쓰시       | 13구 | 쓰치야 시나코       | 14구 | 미쓰바야시 히로미 | 15구 | 다나카 료세이     | 기타간토       |
| 지바현     | 1구  | 가도야마 히로아키    | 2구  | 고바야시 다카유키   | 3구  | 마쓰노 히로카즈     | 4구  | 노다 요시히코     | 5구  | 소노우라 겐타로   | 미나미간토     |
| 지바현     | 6구  | 와타나베 히로미치    | 7구  | 사이토 겐           | 8구  | 사쿠라다 요시타카   | 9구  | 아키모토 마사토시 | 10구 | 하야시 모토오     | 미나미간토     |
| 지바현     | 11구 | 모리 에이스케        | 12구 | 하마다 야스카즈     | 13구 | 시라스카 다카키     |      |                   |      |                   | 미나미간토     |
| 가나가와현 | 1구  | 마쓰모토 준 (정치가) | 2구  | 스가 요시히데       | 3구  | 오코노기 하치로     | 4구  | 와세다 유키       | 5구  | 사카이 마나부     | 미나미간토     |
| 가나가와현 | 6구  | 아오야기 요이치로    | 7구  | 스즈키 게이스케     | 8구  | 에다 겐지           | 9구  | 류 히로후미       | 10구 | 다나카 가즈노리   | 미나미간토     |
| 가나가와현 | 11구 | 고이즈미 신지로      | 12구 | 아베 도모코         | 13구 | 아마리 아키라       | 14구 | 아카마 지로       | 15구 | 고노 다로         | 미나미간토     |
| 가나가와현 | 16구 | 요시이에 히로유키    | 17구 | 마키시마 가렌       | 18구 | 야마기와 다이시로   |      |                   |      |                   | 미나미간토     |
| 야마나시현 | 1구  | 나카지마 가쓰히토    | 2구  | 호리우치 노리코     |      |                     |      |                   |      |                   | 미나미간토     |
| 도쿄도     | 1구  | 가이에다 반리        | 2구  | 쓰지 키요토         | 3구  | 이시하라 히로타카   | 4구  | 다이라 마사아키   | 5구  | 와카미야 겐지     | 도쿄           |
| 도쿄도     | 6구  | 오치아이 다카유키    | 7구  | 나가쓰마 아키라     | 8구  | 이시하라 노부테루   | 9구  | 스가와라 잇슈     | 10구 | 스즈키 하야토     | 도쿄           |
| 도쿄도     | 11구 | 시모무라 하쿠분      | 12구 | 오오타 아키히로     | 13구 | 가모시타 이치로     | 14구 | 마쓰시마 미도리   | 15구 | 아키모토 쓰카사   | 도쿄           |
| 도쿄도     | 16구 | 오오니시 히데오      | 17구 | 히라사와 가쓰에이   | 18구 | 간 나오토           | 19구 | 마쓰모토 요헤이   | 20구 | 기하라 세이지     | 도쿄           |
| 도쿄도     | 21구 | 나가시마 아키히사    | 22구 | 이토 다쓰야         | 23구 | 오구라 마사노부     | 24구 | 하기우다 고이치   | 25구 | 이노우에 신지     | 도쿄           |
| 니가타현   | 1구  | 니시무라 지나미      | 2구  | 와시오 에이이치로   | 3구  | 구로이와 다카히로   | 4구  | 기쿠다 마키코     | 5구  | 이즈미다 히로히토 | 호쿠리쿠신에쓰 |
| 니가타현   | 6구  | 다카토리 슈이치      |      |                     |      |                     |      |                   |      |                   | 호쿠리쿠신에쓰 |
| 도야마현   | 1구  | 다바타 히로아키      | 2구  | 미야코시 미쓰히로   | 3구  | 다치바나 게이이치로 |      |                   |      |                   | 호쿠리쿠신에쓰 |
| 이시카와현 | 1구  | 하세 히로시          | 2구  | 사사키 하지메       | 3구  | 니시나 쇼지         |      |                   |      |                   | 호쿠리쿠신에쓰 |
| 후쿠이현   | 1구  | 이나다 도모미        | 2구  | 다카기 쓰요시       |      |                     |      |                   |      |                   | 호쿠리쿠신에쓰 |
| 나가노현   | 1구  | 시노하라 다카시      | 2구  | 시모조 미쓰         | 3구  | 이데 요세이         | 4구  | 고토 시게유키     | 5구  | 미야시타 이치로   | 호쿠리쿠신에쓰 |
| 기후현     | 1구  | 노다 세이코          | 2구  | 다나하시 야스후미   | 3구  | 무토 요지           | 4구  | 가네코 슌페이     | 5구  | 후루야 게이지     | 도카이         |
| 시즈오카현 | 1구  | 가미카와 요코        | 2구  | 이바야시 다쓰노리   | 3구  | 미야자와 히로유키   | 4구  | 모치즈키 요시오   | 5구  | 호소노 고시       | 도카이         |
| 시즈오카현 | 6구  | 와타나베 슈          | 7구  | 기우치 미노루       | 8구  | 시오노야 류         |      |                   |      |                   | 도카이         |
| 아이치현   | 1구  | 구마다 히로미치      | 2구  | 후루카와 모토히사   | 3구  | 곤도 쇼이치         | 4구  | 구도 쇼조         | 5구  | 아카마쓰 히로타카 | 도카이         |
| 아이치현   | 6구  | 니와 히데키          | 7구  | 야마오 시오리       | 8구  | 이토 다다히코       | 9구  | 나가사카 야스마사 | 10구 | 에사키 데쓰마     | 도카이         |
| 아이치현   | 11구 | 후루모토 신이치로    | 12구 | 시게토쿠 가즈히코   | 13구 | 오오니시 겐스케     | 14구 | 이마에다 소이치로 | 15구 | 네모토 유키노리   | 도카이         |
| 미에현     | 1구  | 다무라 노리히사      | 2구  | 나카가와 마사하루   | 3구  | 오카다 가쓰야       | 4구  | 미쓰야 노리오     |      |                   | 도카이         |
| 시가현     | 1구  | 오오오카 도시타카    | 2구  | 오오노 겐이치로     | 3구  | 다케무라 노부히데   | 4구  | 고데라 히로오     |      |                   | 긴키           |
| 교토부     | 1구  | 이부키 분메이        | 2구  | 마에하라 세이지     | 3구  | 이즈미 겐타         | 4구  | 다나카 히데유키   | 5구  | 혼다 다로         | 긴키           |
| 교토부     | 6구  | 안도 히로시          |      |                     |      |                     |      |                   |      |                   | 긴키           |
| 오사카부   | 1구  | 오니시 히로유키      | 2구  | 사토 아키라         | 3구  | 사토 시게키         | 4구  | 나카야마 야스히데 | 5구  | 구니시게 도오루   | 긴키           |
| 오사카부   | 6구  | 이사 신이치          | 7구  | 도카시키 나오미     | 8구  | 오쓰카 다카시       | 9구  | 하라다 겐지       | 10구 | 쓰지모토 기요미   | 긴키           |
| 오사카부   | 11구 | 히라노 히로후미      | 12구 | 기타가와 모토카쓰   | 13구 | 무네키요 고이치     | 14구 | 나가오 다카시     | 15구 | 다케모토 나오카즈 | 긴키           |
| 오사카부   | 16구 | 기타가와 가즈오      | 17구 | 바바 노부유키       | 18구 | 엔도 다카시         | 19구 | 마루야마 호다카   |      |                   | 긴키           |
| 효고현     | 1구  | 모리야마 마사히토    | 2구  | 아카바 가즈요시     | 3구  | 세키 요시히로       | 4구  | 후지이 히사유키   | 5구  | 다니 고이치       | 긴키           |
| 효고현     | 6구  | 오오구시 마사키      | 7구  | 야마다 겐지         | 8구  | 나카노 히로마사     | 9구  | 니시무라 야스토시 | 10구 | 도카이 기사부로   | 긴키           |
| 효고현     | 11구 | 마쓰모토 다케아키    | 12구 | 야마구치 쓰요시     |      |                     |      |                   |      |                   | 긴키           |
| 나라현     | 1구  | 고바야시 시게키      | 2구  | 다카이치 사나에     | 3구  | 다노세 다이도       |      |                   |      |                   | 긴키           |
| 와카야마현 | 1구  | 기시모토 슈헤이      | 2구  | 이시다 마사토시     | 3구  | 니카이 도시히로     |      |                   |      |                   | 긴키           |
| 돗토리현   | 1구  | 이시바 시게루        | 2구  | 아카자와 료세이     |      |                     |      |                   |      |                   | 주고쿠         |
| 시마네현   | 1구  | 호소다 히로유키      | 2구  | 다케시타 와타루     |      |                     |      |                   |      |                   | 주고쿠         |
| 오카야마현 | 1구  | 아이자와 이치로      | 2구  | 야마시타 다카시     | 3구  | 아베 도시코         | 4구  | 하시모토 가쿠     | 5구  | 가토 가쓰노부     | 주고쿠         |
| 히로시마현 | 1구  | 기시다 후미오        | 2구  | 히라구치 히로시     | 3구  | 가와이 가쓰유키     | 4구  | 신타니 마사요시   | 5구  | 데라다 미노루     | 주고쿠         |
| 히로시마현 | 6구  | 사토 고지            | 7구  | 고바야시 후미아키   |      |                     |      |                   |      |                   | 주고쿠         |
| 야마구치현 | 1구  | 고무라 마사히로      | 2구  | 기시 노부오         | 3구  | 가와무라 다케오     | 4구  | 아베 신조         |      |                   | 주고쿠         |
| 도쿠시마현 | 1구  | 고토다 마사즈미      | 2구  | 야마구치 슌이치     |      |                     |      |                   |      |                   | 시고쿠         |
| 가가와현   | 1구  | 히라이 다쿠야        | 2구  | 다마키 유이치로     | 3구  | 오오노 게이타로     |      |                   |      |                   | 시고쿠         |
| 에히메현   | 1구  | 시오자키 야스히사    | 2구  | 무라카미 세이이치로 | 3구  | 시라이시 요이치     | 4구  | 야마모토 고이치   |      |                   | 시고쿠         |
| 고치현     | 1구  | 나카타니 겐          | 2구  | 히로타 하지메       |      |                     |      |                   |      |                   | 시고쿠         |
| 후쿠오카현 | 1구  | 이노우에 다카히로    | 2구  | 오니키 미코토       | 3구  | 고가 아쓰시         | 4구  | 미야우치 히데키   | 5구  | 하라다 요시아키   | 규슈           |
| 후쿠오카현 | 6구  | 하토야마 지로        | 7구  | 후지마루 사토시     | 8구  | 아소 다로           | 9구  | 미하라 아사히코   | 10구 | 야마모토 고조     | 규슈           |
| 후쿠오카현 | 11구 | 다케다 료타          |      |                     |      |                     |      |                   |      |                   | 규슈           |
| 사가현     | 1구  | 하라구치 가즈히로    | 2구  |                     |      |                     |      |                   |      |                   | 규슈           |
| 나가사키현 | 1구  | 니시오카 히데코      | 2구  | 가토 간지           | 3구  | 다니가와 야이치     | 4구  | 기타무라 세이고   |      |                   | 규슈           |
| 구마모토현 | 1구  | 기하라 미노루        | 2구  | 노다 다케시         | 3구  | 마쓰모토 데쓰시     | 4구  | 가네코 야스시     |      |                   | 규슈           |
| 오이타현   | 1구  | 아나미 요이치        | 2구  | 에토 세이시로       | 3구  | 이와야 다케시       |      |                   |      |                   | 규슈           |
| 미야자키현 | 1구  | 다케이 슌스케        | 2구  | 에토 다쿠           | 3구  | 후루카와 요시히사   |      |                   |      |                   | 규슈           |
| 가고시마현 | 1구  | 가와우치 히로시      | 2구  | 가네코 마스오       | 3구  | 오자토 야스히로     | 4구  | 모리야마 히로시   |      |                   | 규슈           |
| 오키나와현 | 1구  | 아카미네 세이켄      | 2구  | 데루야 간토쿠       | 3구  | 아라 토모히로       |      |                   |      |                   | 규슈           |

### 비례대표 당선의원
자민당   공명당   희망의당   입헌민주당   공산당   유신회   사민당   신당대지 
|    | 홋카이도          | 도호쿠            | 기타간토          | 미나미간토        | 도쿄              | 호쿠리쿠 신에쓰   | 도카이            | 긴키              | 주고쿠          | 시고쿠          | 규슈              |
| -- | ----------------- | ----------------- | ----------------- | ----------------- | ----------------- | ----------------- | ----------------- | ----------------- | --------------- | --------------- | ----------------- |
| 1  | 와타나베 고이치   | 에토 아키노리     | 나가오카 게이코   | 미야가와 노리코   | 야마다 미키       | 야마모토 다쿠     | 가쓰마타 다카아키 | 오쿠노 신스케     | 고지마 도시후미 | 후쿠이 데루     | 소노다 히로유키   |
| 2  | 카미야 히로시     | 데라다 마나부     | 하세가와 가이치   | 우부카타 유키오   | 데쓰카 요시오     | 마쓰다이라 고이치 | 오카모토 미쓰노리 | 모리 나쓰에       | 스기타 미오     | 오가와 준야     | 나카야마 나리아키 |
| 3  | 스즈키 다카코     | 오카모토 아키코   | 아오야마 야마토   | 다지마 가나메     | 마쓰바라 진       | 곤도 가즈야       | 요시다 쓰네히코   | 모리야마 히로유키 | 가메이 아키코   | 후쿠야마 마모루 | 미야지 다쿠마     |
| 4  | 이케다 마키       | 후지와라 다카시   | 마키하라 히데키   | 나카타니 신이치   | 마쓰모토 후미아키 | 이시자키 도오루   | 스즈키 슌지       | 기무라 야요이     | 유노키 미치요시 | 이시다 노리토시 | 요코미쓰 가쓰히코 |
| 5  | 야마오카 다쓰마루 | 가메오케 요시타미 | 이시이 게이이치   | 나카타니 가즈마   | 하쓰시카 아키히로 | 호소다 겐이치     | 오오구치 요시노리 | 다케우치 유즈루   | 사이토 데쓰오   | 다케우치 노리오 | 에다 야스유키     |
| 6  | 사토 히데미치     | 미도리카와 다카시 | 나카네 가즈유키   | 도미타 시게유키   | 다카기 요스케     | 야마모토 와카코   | 오오미 세이       | 다루토코 신지     | 이케다 미치타카 | 야마모토 유지   | 이마무라 마사히로 |
| 7  | 후나바시 도시미쓰 | 이노우에 요시히사 | 야마카와 유리코   | 나카야마 노리히로 | 가사이 아키라     | 사이키 다케시     | 이마이 마사토     | 사토 유카리       | 후루타 게이치   |                 | 기라 슈지         |
| 8  | 혼다 히라나오     | 야마자키 마코토   | 모리타 도시카즈   | 도모무라 겐타로   | 오다와라 기요시   | 사이토 히로아키   | 아오야마 마사유키 | 고쿠다 게이지     | 다카이 다카시   |                 | 고쿠바코 오노스케 |
| 9  |                   | 다카하시 히나코   | 나카소네 야스타카 | 호시노 츠요시     | 가키자와 미토     | 오오타 마사타카   | 가와사키 지로     | 이노우에 히데타카 | 츠무라 게이스케 |                 | 야마우치 고이치   |
| 10 |                   | 다카하시 지즈코   | 시오카와 데쓰야   | 시 가즈오         | 스에마쓰 요시노리 | 후지노 야스후미   | 마키 요시오       | 사쿠라이 슈       | 미우라 야스시   |                 | 도야마 기요히코   |
| 11 |                   | 오구마 신지       | 호리코시 게이닌   | 시노바라 고       | 오치 다카오       | 무타이 슌스케     | 히요시 유타       | 오카시타 쇼헤이   | 마스야 게이고   |                 | 도미오카 츠토무   |
| 12 |                   | 우에스기 겐타로   | 사토 아키오       | 야마모토 도모히로 | 다카기 게이       |                   | 모토무라 노부코   | 우키시마 도모코   |                 |                 | 다무라 다카아키   |
| 13 |                   | 아쿠쓰 유키히코   | 오카모토 미쓰나리 | 미야카와 신       | 야마하나 이쿠오   |                   | 간다 겐지         | 가미타니 노보루   |                 |                 | 이나토미 슈지     |
| 14 |                   |                   | 고미야마 야스코   | 고토 유이치       | 이토 슌스케       |                   | 이토 와타루       | 아다치 야스시     |                 |                 | 이와타 가즈치카   |
| 15 |                   |                   | 햐쿠타케 기미치카 | 후루야 노리코     | 다카기 미치요     |                   | 이케다 요시타카   | 이노우에 가즈노리 |                 |                 | 야가미 마사요시   |
| 16 |                   |                   | 오오가와라 마사코 | 미타니 히데히로   | 미야모토 도오루   |                   | 세키 겐이치로     | 오쓰지 가나코     |                 |                 | 하마치 마사카즈   |
| 17 |                   |                   | 아사노 사토시     | 기무라 데쓰야     | 안도 다카오       |                   | 마쓰다 이사오     | 다니카와 도무     |                 |                 | 후루카와 야스시   |
| 18 |                   |                   | 간다 유타카       | 오카지마 가즈마사 |                   |                   | 야기 데쓰야       | 미야모토 다케시   |                 |                 | 기 다카시         |
| 19 |                   |                   | 다카기 렌타로     | 오쿠노 소이치로   |                   |                   | 스기모토 가즈미   | 하마무라 스스무   |                 |                 | 요시카와 하지메   |
| 20 |                   |                   |                   | 우에노 히로시     |                   |                   | 겐마 겐타로       | 다니하라 다카시   |                 |                 | 시모지 미키오     |
| 21 |                   |                   |                   | 하타노 기미에     |                   |                   |                   | 가도 히로후미     |                 |                 |                   |
| 22 |                   |                   |                   | 구시다 세이치로   |                   |                   |                   | 나가오 히데키     |                 |                 |                   |
| 23 |                   |                   |                   |                   |                   |                   |                   | 시게모토 마모루   |                 |                 |                   |
| 24 |                   |                   |                   |                   |                   |                   |                   | 우라노 야스토     |                 |                 |                   |
| 25 |                   |                   |                   |                   |                   |                   |                   | 야마노리 가즈노리 |                 |                 |                   |
| 26 |                   |                   |                   |                   |                   |                   |                   | 와니부치 요코     |                 |                 |                   |
| 27 |                   |                   |                   |                   |                   |                   |                   | 오오쿠마 가즈히데 |                 |                 |                   |
| 28 |                   |                   |                   |                   |                   |                   |                   | 무라카미 후미요시 |                 |                 |                   |

- 자민당 관련

1. 1 2 3  무소속 출마. 당선 후 공시일 역산 추가 공인

## 은퇴 및 불출마 의원

### 자유민주당
- 사타 겐이치로（군마1구）[33]
- 니와 유야（이바라키6구）[34]
- 기타무라 시게오（시나가와3구）[35]
- 가네코 가즈요시（기후4구）[36]
- 다니가키 사다카즈（교토5구）[34]
- 히라누마 다케오（오카야마3구）[34]
- 고무라 마사히로（야마구치1구）[34]
- 야스오카 오키하루（가고시마 제1구）[37]
- 아카에다 츠네오（도쿄블록）

### 민진당
- 요코미치 다카히로（홋카이도1구）[34]
- 기타와다 도오루（이와테3구）[34]
- 오하타 아키히로（이바라키5구）[38]
- 미토 마사시（미나미간토블록）[39]
- 스즈키 가쓰마사（도카이블록）[40]
- 가와바타 다쓰오（긴키블록）[34]
- 다카키 요시아키（규슈블록）[41]

### 공명당
- 우루시바라 요시오（호쿠리쿠신에쓰블록）[34]
- 히구치 나오야（긴키블록）[42]

### 무소속
- 무토 다카야（시가4구・(전) 자민당)[43]
- 나카가와 도시나오（히로시마4구・(전) 자민당)[44]
- 가메이 시즈카（히로시마6구)[45]
- 우에니시 사유리 （긴키블록）[46]

## 같이 보기
- 일본국 헌법
- 일본의 선거